# Discografia de Hugo & Guilherme
A discografia da dupla sertaneja brasileira Hugo & Guilherme consiste em um álbum de estúdio, sete álbuns ao vivo, oito EPs e mais de vinte singles.
Em 2021, Coração na Cama recebeu certificação de disco de diamante duplo pela Pro-Música Brasil e, em 2022, Mal Feito recebeu certificação de disco de diamante quádruplo.
No mesmo ano, o álbum Próximo Passo alcançou o 2º lugar na lista dos álbuns mais reproduzidos no Spotify Brasil.

## Álbuns
| Faixas |
| --- |
| 1. Coração na Cama 2. Pare Com Isso 3. Pot-Pourri: Separação / Porta-Retrato 4. Pot-Pourri: Quando o Coração Se Apaixona / Cala a Boca e Me Beija 5. Pot-Pourri: Perdi Você / Fale um Pouco Comigo |

| Faixas |
| --- |
| 1. Felicidade Dela 2. Mal Feito 3. Alguém Me Chama Pra Beber 4. Oi Deus 5. Vestido no Chão 6. Dá Moral Pros Pobre |

| Faixas                                                         |
| -------------------------------------------------------------- |
| 1. Planejei 2. Metade de Mim 3. Mágica 4. Solteira Mas É Minha |

| Faixas |
| --- |
| 1. Nem Que Seja Chorando 2. Planejei 3. Metade de Mim 4. Mágica 5. Solteira Mas É Minha 6. Coisa de Menino 7. Empurrão |

| Faixas                                                |
| ----------------------------------------------------- |
| 1. Vazou na Braquiara 2. Tô Bem Melhor 3. Ai Meu Deus |

| Faixas |
| --- |
| 1. O Meu Coração Está Em Suas Mãos (Colgando En Tus Manos) 2. Deus Me Livre / Por Toda Vida 3. Morena de Goiânia 4. Só Dá Você Em Minha Vida / Você Virou Saudade / E Daí? 5. Tô Bem Melhor 6. Elevador |

## Singles
| Ano                    | Título | Álbum                                                              | Melhores posições nas paradas | Melhores posições nas paradas | Melhores posições nas paradas | Certificação           | Vendas certificadas    |
| Ano                    | Título | Álbum                                                              | Spotify                       | Apple Music                   | Rádios                        | Pro-Música Brasil      | Pro-Música Brasil      |
| Como artista principal | Como artista principal | Como artista principal                                             | Como artista principal        | Como artista principal        | Como artista principal        | Como artista principal | Como artista principal |
| ---------------------- | --- | ------------------------------------------------------------------ | ----------------------------- | ----------------------------- | ----------------------------- | ---------------------- | ---------------------- |
| 2016                   | Na Maldade (part. Henrique & Juliano) | Acústico e Ao Vivo                                                 | —                             | —                             | —                             | Nenhuma certificação   | Não disponível         |
| 2016                   | Imagina (part. Maiara & Maraisa) | Acústico e Ao Vivo                                                 | —                             | —                             | —                             | Nenhuma certificação   | Não disponível         |
| 2017                   | Deslumbrante | No Pelo                                                            | —                             | —                             | —                             | Nenhuma certificação   | Não disponível         |
| 2017                   | Conveniência | No Pelo                                                            | —                             | —                             | 28                            | Nenhuma certificação   | Não disponível         |
| 2018                   | Teste da Mãozinha (part. Henrique & Juliano) | No Pelo em Campo Grande                                            | 93                            | —                             | 17                            | Nenhuma certificação   | Não disponível         |
| 2018                   | Namorada Reserva | No Pelo em Campo Grande                                            | 92                            | —                             | 15                            | Nenhuma certificação   | Não disponível         |
| 2018                   | Pot-Pourri: Amor Perfeito / Tô Fazendo Falta / As Quatro Estações (part. Marília Mendonça e Henrique & Juliano)                                                | No Pelo em Campo Grande                                            | —                             | —                             | —                             | Nenhuma certificação   | Não disponível         |
| 2019                   | Baba de Ex | Não adicionados a nenhum álbum                                     | —                             | —                             | 1                             | Nenhuma certificação   | Não disponível         |
| 2020                   | Pot-Pourri: Te Amar Foi Ilusão / Passou da Conta / O Grande Amor da Minha Vida (Convite de Casamento) / Agora Vai (part. Marília Mendonça, Juliano e Dilsinho) | Não adicionados a nenhum álbum                                     | —                             | —                             | —                             | Nenhuma certificação   | Não disponível         |
| 2020                   | Ela Já Namora | Não adicionados a nenhum álbum                                     | —                             | —                             | —                             | Nenhuma certificação   | Não disponível         |
| 2020                   | Pot-Pourri: A Solidão É Uma Ressaca / Eu Mereço | Não adicionados a nenhum álbum                                     | —                             | —                             | —                             | Nenhuma certificação   | Não disponível         |
| 2020                   | Pinga Vai, Pinga Vem | Não adicionados a nenhum álbum                                     | —                             | 88                            | —                             | Nenhuma certificação   | Não disponível         |
| 2020                   | A Última | Não adicionados a nenhum álbum                                     | —                             | —                             | —                             | Nenhuma certificação   | Não disponível         |
| 2020                   | O Pai Tá On | No Pelo 3                                                          | —                             | 82                            | —                             | Nenhuma certificação   | Não disponível         |
| 2020                   | Coração na Cama | No Pelo 3                                                          | 5                             | 24                            | 8                             | 2× Diamante            | +600 000               |
| 2021                   | Oi Deus | Próximo Passo                                                      | 52                            | —                             | 3                             | Nenhuma certificação   | Não disponível         |
| 2021                   | Dá Moral Pros Pobre | Próximo Passo                                                      | 144                           | 25                            | —                             | Nenhuma certificação   | Não disponível         |
| 2022                   | Mal Feito (part. Marília Mendonça) | Próximo Passo                                                      | 2                             | 5                             | 51                            | 4× Diamante            | +900 000               |
| 2022                   | Meu Número (part. Jorge & Mateus) | Próximo Passo                                                      | 17                            | 40                            | —                             | Nenhuma certificação   | Não disponível         |
| 2023                   | Metade de Mim | Original                                                           | 24                            | 24                            | 8                             | Nenhuma certificação   | Não disponível         |
| 2023                   | Mágica | Original                                                           | 11                            | 43                            | —                             | Nenhuma certificação   | Não disponível         |
| 2023                   | Elevador | Original                                                           | 35                            | —                             | 6                             | Nenhuma certificação   | Não disponível         |
| 2023                   | Pot-Pourri: Não Precisa Mudar / Sutilmente / Como Eu Quero (Amazon Music Original)                                                                             | Não adicionados a nenhum álbum                                     | —                             | —                             | —                             | Nenhuma certificação   | Não disponível         |
| 2023                   | Loop Infinito (part. VH & Alexandre) | Não adicionados a nenhum álbum                                     | —                             | 83                            | 55                            | Nenhuma certificação   | Não disponível         |
| 2024                   | Vazou na Braquiara | 062                                                                | 11                            | 57                            | 5                             | Nenhuma certificação   | Não disponível         |
| 2024                   | Morena de Goiânia (part. Maiara & Maraisa) | 062                                                                | 6                             | 11                            | 6                             | Nenhuma certificação   | Não disponível         |
| 2024                   | O Meu Coração Está em Suas Mãos (Colgando en tus manos) (part. Maiara & Maraisa)                                                                               | No Pelo 360 - Ao Vivo no 062                                       | 31                            | 16                            | —                             | Nenhuma certificação   | Não disponível         |
| 2024                   | Pot-Pourri: Deus Me Livre / Por Toda Vida (part. Maiara & Maraisa e VH & Alexandre)                                                                            | No Pelo 360 - Ao Vivo no 062                                       | —                             | 99                            | —                             | Nenhuma certificação   | Não disponível         |
| 2024                   | Imagina (part. Maiara & Maraisa) | No Pelo 360 - Ao Vivo no 062                                       | —                             | —                             | —                             | Nenhuma certificação   | Não disponível         |
| Como artista convidado | |                                                                    |                               |                               |                               |                        |                        |
| 2019                   | Que Festa É Essa (Caldas Country 2019) | Single de Marília Mendonça, Diego & Victor Hugo e Hugo & Guilherme | —                             | —                             | —                             | Nenhuma certificação   | Não disponível         |
| 2020                   | Tira Um Tempo Pra Ela | Sextou BB: Ouvindo, Bebendo e Sofrendo (Ícaro & Gilmar)            | —                             | —                             | —                             | Nenhuma certificação   | Não disponível         |
| 2021                   | Bebe Chorando | Single de Loubet                                                   | —                             | —                             | —                             | Nenhuma certificação   | Não disponível         |
| 2021                   | Quero Provar Que Te Amo | +Positivo+ (João Bosco & Vinícius)                                 | —                             | —                             | —                             | Nenhuma certificação   | Não disponível         |
| 2022                   | Dez Bocas | Single de João Pedro & Cristiano                                   | —                             | —                             | —                             | Nenhuma certificação   | Não disponível         |
| 2022                   | Tentação | Na Boca do Povo (Mayke & Rodrigo)                                  | —                             | —                             | —                             | Nenhuma certificação   | Não disponível         |
| 2022                   | Acabei de Terminar | Nunca É De Boa (Paulo & Nathan)                                    | 45                            | 84                            | 12                            | Nenhuma certificação   | Não disponível         |
| 2022                   | Treta | Nosso Sonho (Netto & Henrique)                                     | —                             | —                             | 9                             | Nenhuma certificação   | Não disponível         |
| 2022                   | Paredão Desmoronou | Ao Quadrado (Fred & Fabrício)                                      | —                             | 58                            | —                             | Nenhuma certificação   | Não disponível         |
| 2022                   | Anestesiado | Ao Vivo em Goiânia (Cleber & Alex)                                 | —                             | —                             | —                             | Nenhuma certificação   | Não disponível         |
| 2022                   | Haja Colírio | Deu Rolo In Goiânia (Guilherme & Benuto)                           | 1                             | 6                             | 1                             | 3× Diamante            | +900 000               |
| 2022                   | Dói Saber | Ao Vivo em Goiânia (Yasmin Santos)                                 | 146                           | —                             | 7                             | Nenhuma certificação   | Não disponível         |
| 2022                   | Mergulhar Sem Medo | Marco Antonio & Gabriel - Ao Vivo (Marco Antonio & Gabriel)        | —                             | —                             | —                             | Nenhuma certificação   | Não disponível         |
| 2022                   | E Daí / Tá Se Achando | Perfume Novo (Guilherme & Santiago)                                | —                             | 77                            | —                             | Nenhuma certificação   | Não disponível         |
| 2022                   | Rojão | Um Novo Ciclo (Gustavo Moura & Rafael)                             | —                             | —                             | 13                            | Nenhuma certificação   | Não disponível         |
| 2022                   | Lara | Rolê de Milhões (Tierry)                                           | —                             | —                             | 12                            | Nenhuma certificação   | Não disponível         |
| 2022                   | A Casa Mais Feliz Da Rua | Confia (Menos é Mais)                                              | —                             | —                             | —                             | Ouro                   | +40 000                |
| 2023                   | Guarda-Roupa | Acústico de Primeira 2 (Fred & Fabrício)                           | 87                            | —                             | 16                            | 2× Platina             | 160 000                |
| 2023                   | Medida Exata | Single de João Pedro & Cristiano                                   | —                             | —                             | —                             | Nenhuma certificação   | Não disponível         |
| 2023                   | Marquinha do Carinho | Ao Vivo em São Paulo (Mari Fernandez)                              | —                             | 84                            | —                             | Nenhuma certificação   | Não disponível         |
| 2023                   | Logo Logo | Nunca Deixe de Sonhar (Ícaro & Gilmar)                             | —                             | —                             | —                             | Nenhuma certificação   | Não disponível         |
| 2023                   | Nem Pra Ser Solteiro Eu Presto | Ao Vivo em Goiânia (Thiago Carvalho)                               | —                             | —                             | 2                             | Nenhuma certificação   | Não disponível         |
| 2023                   | Amor Não Dá Em Copo | Let's Bora UDI (Israel & Rodolffo)                                 | 44                            | 36                            | 3                             | Nenhuma certificação   | Não disponível         |
| 2023                   | Cheiro na Camiseta | Single de Luan Pereira                                             | 31                            | 49                            | —                             | Nenhuma certificação   | Não disponível         |
| 2023                   | Torce o Olho | Paraíso Particular (Gusttavo Lima)                                 | 19                            | 11                            | —                             | Nenhuma certificação   | Não disponível         |
| 2023                   | Corolla Preto | Foi Deus (Edson & Hudson)                                          | —                             | —                             | —                             | Nenhuma certificação   | Não disponível         |
| 2023                   | Besteira Feita | Buteco das Igual (Júlia & Rafaela)                                 | —                             | 69                            | 87                            | Nenhuma certificação   | Não disponível         |
| 2023                   | Me Esqueça / Volta Pra Mim | Amanhecer (Clayton & Romário)                                      | —                             | —                             | —                             | Nenhuma certificação   | Não disponível         |
| 2024                   | Quando As Bocas Já Se Conhecem | Ao Vivo em Curitiba (Bruninho & Davi)                              | —                             | —                             | 34                            | Nenhuma certificação   | Não disponível         |
| 2024                   | Pula Fora | Fortaleza (Murilo Huff)                                            | 18                            | —                             | —                             | Nenhuma certificação   | Não disponível         |
| 2024                   | Risca Faca / Treme Treme | Parada Obrigatória (VH & Alexandre)                                | —                             | —                             | —                             | Nenhuma certificação   | Não disponível         |